# NGC 3873
NGC 3873是一个位于狮子座的椭圆星系，距离地球约3亿光年，1864年5月8日由海因里希·路易·达雷发现，属于獅子座星系團。2007年5月15日，人们在该星系发现Ia型超新星SN 2007ci。